# Лозієв Іван Никифорович
Лозієв Іван Никифорович (26 вересня 1898 — † ?) — радянський, український кінооператор і режисер.

## Біографічні відомості
Народодився 26 вересня 1898 року. Закінчив Інститут зовнішніх відносин (1924).
Був оператором і режисером Київської кінофабрики ВУФКУ, оператором студії «Київнаукфільм».
Був членом Спілки кінематографістів України.

## Фільмографія
- «По Туркменії і Бухарі з кіноапаратом» (1929)[1][2],
- «До Хан-Тенгрі» (1930, 5 ч.)[2],
- «Шахта 12-28» (1931, у співавт. з О. Федотовим; реж. Олексій Каплер)[3],
- «Степовий цвіт» (1931, реж. Лука Ляшенко)[4],
- «Санпропускник» (1942),
- «Плодоносний сад» (1943),
- «Баскетбол» (1946),
- «Пароплав відходить о 9-й» (1957, реж. Йосип Ман),
- «Одягайтесь красиво» (1957),
- «Боріться з яловостю корів» (1958),
- «Чума і белуха свиней» (1958),
- «Військові мости на жорстоких опорах», «В кожну сім'ю — газету і журнал» (1960),
- «Машини постійного струму», «Електрони зварюють метал», «Основи телебачення» (1961),
- «Фізична природа ультразвуку», «Ультразвукова обробка твердих і крихких матеріалів», «Скло в сучасній архітектурі» (1962),
- «Око і зір», «Технологія виробництва скла і скляних виробів» (1963),
- «Виробництво скла» (1964) та ін.